# Frutis pulchra
Frutis pulchra är en insektsart som först beskrevs av Griffith och Pidgeon 1832.  Frutis pulchra ingår i släktet Frutis och familjen Eurybrachidae. Inga underarter finns listade i Catalogue of Life.